# Campanya de Dalmàcia
La campanya de Dalmàcia fou una campanya del Primer Imperi Francès a la regió de Dalmàcia, on es va enfrontar amb les tropes de l'Imperi Austríac. En els enfrontaments, que s'estengueren entre el 30 d'abril i el 21 de maig de 1809, els austríacs van apartar inicialment els francesos de les seves posicions al riu Zrmanja, però a mitjan maig, un contraatac francès va forçar la retirada dels austríacs. Finalment, l'exèrcit francès, liderat per Auguste Marmont, va conquerir la regió i es va unir a l'exèrcit de l'Emperador Napoleó prop de Viena amb més de 10.000 soldats. La campanya es va produir durant la guerra de la Cinquena Coalició, dins de les guerres napoleòniques.
A l'inici del conflicte, els austríacs van pressionar pel Zrmanja i van forçar el retrocés de les tropes franceses a les ciutats fortificades. Després de la derrota austríaca i la subsegüent retirada a Itàlia de l'exèrcit de l'Arxiduc Joan d'Àustria, Marmont va llançar la seva pròpia ofensiva. Els francesos van derrotar els austríacs a Pribudić, capturant el cap de l'exèrcit austríac, i van moure's al nord. Es van produir dues accions més a Gračac el 17 de maig i a Gospić el 21 de maig abans que Marmont arribés a Ljubljana a Carniola. El general francès va seguir cap al nord, on va lluitar en la batalla de Graz el 25 i el 26 de juny i a la batalla decisiva de Wagram el 5 i el 6 de juliol.

## Context
Al moment de l'esclat de la guerra l'abril de 1809, les forces principals al teatre italià eren l'exèrcit francoitalià del Virrei d'Itàlia, Eugène de Beauharnais, i l'exèrcit austríac del General der Kavallerie Joan d'Àustria. A més, el general de divisió Marmont comandava un cos francès durant l'ocupació de Dalmàcia. Al final de la Guerra de la Tercera Coalició el 26 de desembre de 1805, el Tractat de Pressburg concedia les antigues províncies austríaques d'Ístria i Dalmàcia al Regne d'Itàlia, titella francès. Des de llavors, Marmont havia administrat la regió. Puix que les tropes de Marmont havien entrenat amb la Grande Armée al Campament de Bolonya i s'havia perdut les batalles de la Guerra de la Quarta Coalició, Napoleó considerava la unitat el seu "millor cos".

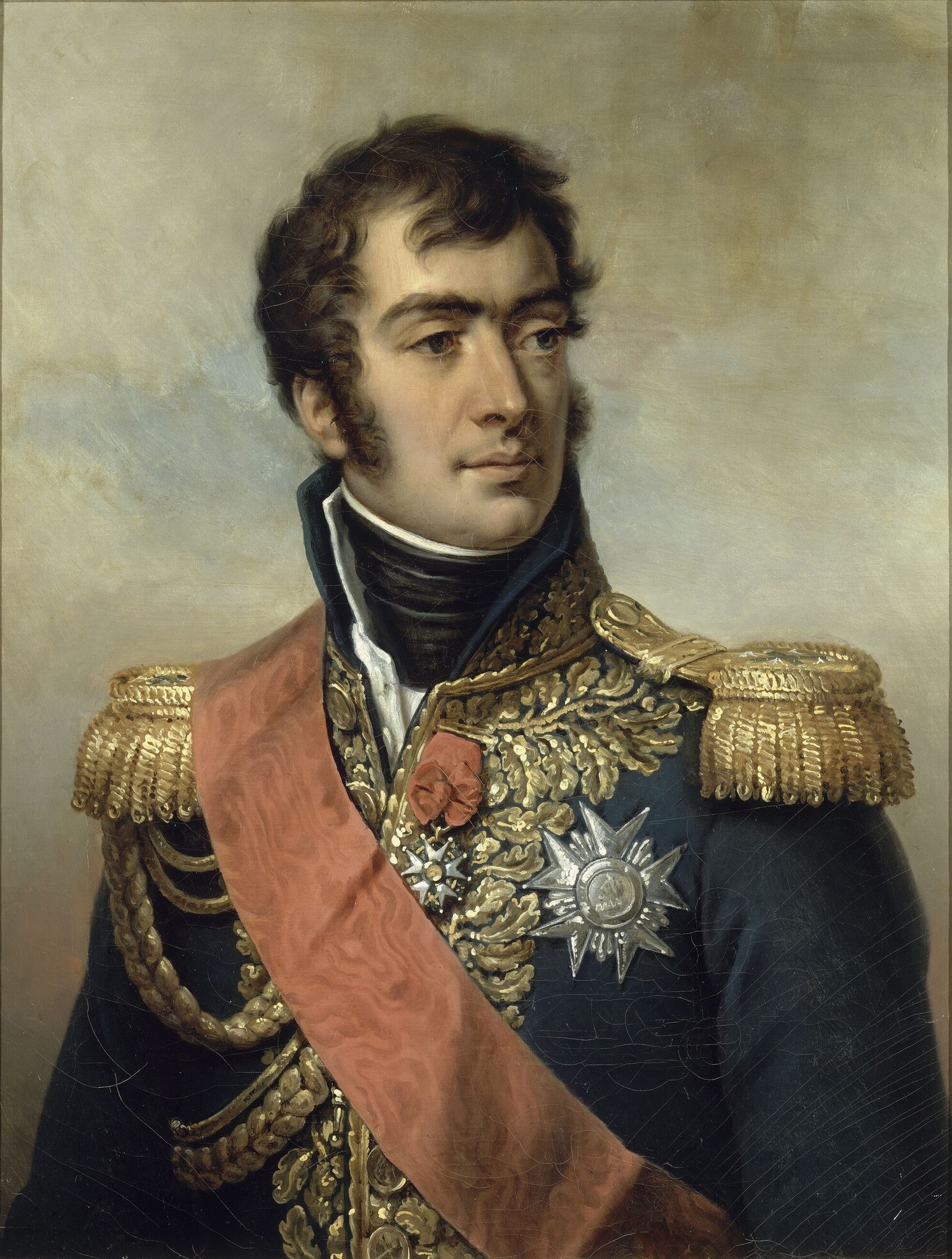
Auguste Marmont

L'exèrcit de Dalmàcia de Marmont consistia en dues divisions d'infanteria comandades pels generals de divisió Joseph Hélie Désiré Perruquet de Montrichard i Bertrand Clausel. La primera divisió de Montrichand consistia en les brigades del Coronel Jean Louis Soye i el General de Brigada Jean Marie Auguste Aulnay de Launay, a més de la novena companyia i el segon regiment d'artilleria de campanya, amb sis canons de sis lliures. La brigada de Soye incloïa el divuitè regiment d'infanteria lleugera i el cinquè d'infanteria de línia. La brigada de De Launay era formada pel 79è i el 81è regiment d'infanteria de línia. La segona divisió de Clausel comprenia les brigades dels Generals de Brigada Alexis Joseph Delzons i Gilbert Bachelu. L'artilleria de la divisió incloïa la tercera i la novena companyia del vuitè regiment d'artilleria de campanya, amb sis canons de sis lliures i dos obusos de 5 polzades a cada companyia amb un total de 16 canons. Delzons va liderar el vuitè regiment d'infanteria lleugera i el 23è d'infanteria lleugera, mentre que Bachelu va dirigir l'onzè regiment d'infanteria del ínia. Aquest tenia tres batallons, mentre que la resta de regiments només en tenien dos cadascun. Aproximadament, cada batalló tenia 700 soldats de mitjana.

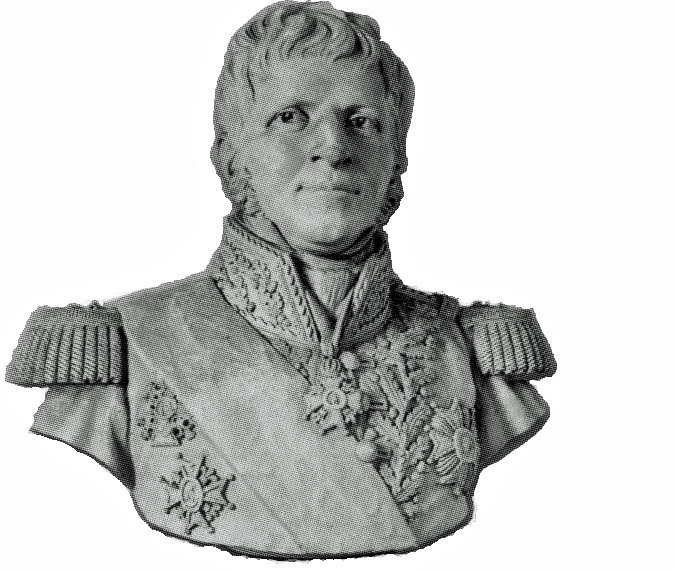
Louis Tirlet

Es va proveir l'exèrcit de Dalmàcia amb un contingent d'artilleria especialment potent de 78 canons liderats pel General de Brigada Louis Tirlet. El cos de reserva d'artilleria incloïa les companyies setena, vuitena, novena, catorzena i quinzena del Primer Regiment d'Artilleria Italiana, cadascun amb sis canons de 6 lliures. La desena companyia del 7è Regiment d'Artilleria de Campanya tenia sis canons de 12 lliures i la segona companyia del 2n Regiment d'Artilleria de Campanya tenia sis canons de 12 canons i dos obusos de 5 lliures. Les companyies catorzena i quinzena del Segon Regiment d'Artilleria de Campanya tenien també sis canons de 6 lliures. El tercer esquadró del 24è Regiment de caçadors a cavall completava el cos. El cap de personal de Marmont era el General de Brigada Jacques-Antoine-Adrien Delort.
Per oposar-se a Marmont, l'Arxiduc Joan va enviar la brigada del General-Major Stoichevich des de la Tercera Divisió del Feldmarschallleutnant Vinzenz Knežević von Szent-Helena del 9è Armeekorps del Feldmarschallleutnant Ignaz Gyulai. El 15 de maig, Stoichevich va comandar unes 8.100 tropes, incloent-hi aproximadament 7.740 d'infanteria, 120 de cavalleria i 240 artillers. La infanteria austríaca habitual consistia en dos batallons del Primer Regiment d'Infanteria Grenz, dos batallons del Sisè Regiment d'Infanteria Grenz del Warasdiner Szent-George, un batalló del Dotzè Regiment d'Infanteria Grenz del primer Deutsch Banat, i el 4t Batalló. Altres tropes, com un esquadró del Regiment de Cavalleria Lleugera del Hohenzollern, quatre batallons del Landwehr de Karlstadt, una bateria de brigades Grenz amb canons de 3 lliures, i una bateria de posició amb sis canons de 6 lliures, completaven les forces austríaques.

## Campanya

### Combat del riu Zrmanja

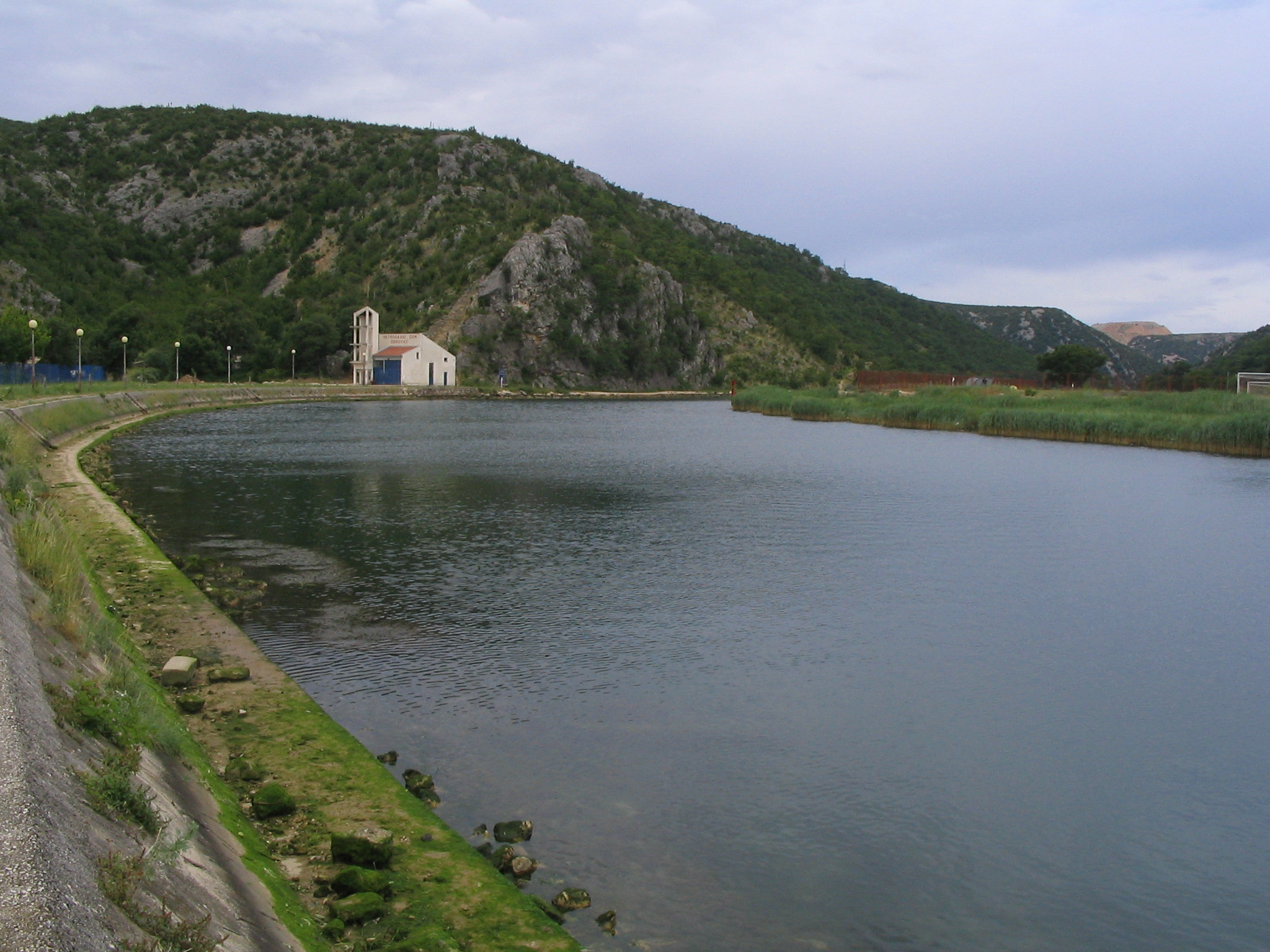
El riu Zrmanja a Obrovac

Malgrat ser menys que els seus adversaris, els austríacs van guanyar la ronda inicial de la campanya. Entre el 26 i el 30 d'abril, Stoichevich va organitzar atacs als passos del riu Zrmanja a Ervenik, Kaštel Žegarski, Obrovac, Vagic i Kravli Most. Durant la lluita, que es va desenvolupar durant una tempesta, els grenzers austríacs van portar els francesos des del cim d'una muntanya el 30 d'abril. Durant la retirada, la població civil es va unir per atacar els francesos. Les forces franceses, molt dispersades, es van retirar fins a Knin (Kürn) i Zadar (Zara). Tot i perdre 250 soldats, Stoichevich va deixar 1.000 soldats francesos morts i ferits, a més de capturar-ne 200.
Durant dues setmanes el front es va mantenir estable, amb els austríacs incapaços de capturar Knin. Mentrestant, els bosnians i els turcs otomans van començar a atacar els austríacs. Després de la derrota de l'Arxiduc Joan a la batalla del riu Piave el 8 de maig, i de l'avanç dels francesos cap a Laibach, Stoichevich es va preparar per retirar-se.
El 15 de maig, el Hauptmann (Capità) Hrabovszky va liderar 150 soldats del Quart Regiment d'Infanteria Grenz Szluiner i del cos franc de Dalmàcia en un atac nocturn reeixit contra la brigada de Delzons. Per pèrdues neglibiles, els austríacs van afirmar haver mort 100 francesos en un atac al poble de Stara Straza, 6 quilòmetres al nord-oest de Knin. Van capturar a més 200 soldats enemics, 700 ovelles i 34 bous.

### Combat de Pribudić
El 16 de maig, Marmont va derrotar els austríacs a Pribudić, 14 quilòmetres al nord-oest de Knin. Mentre un cos de retenció de lluitadors francesos i artilleria buscaven un lloc elevat ben defensat, Marmont va enviar la 23ena Línia per atacar el flanc austríac. L'atac reeixí, i les defenses austríaques foren desbordades. Dels 13.000 soldats al camp, els francesos van patir poques baixes; pel que fa als austríacs, van morir 200 soldats, 500 van quedar ferits i entre 300 i 600 foren capturats, entre els quals Stoichevich. Dues fonts situen la batalla a Pribudić, mentre que una tercera la situava al mont Kita (al sud de Gračac) i a Golubić, al nord de Knin.
L'endemà, les dues parts es van enfrontar a Gračac. En aquesta acció, Marmont admeté perdre 300 persones, sense informar d'altres pèrdues. Els austríacs, llavors comandats per l'Oberst (Coronel) Matthias Rebrovich, van informar de 300 morts i ferits abans de retirar-se cap a Gospić, uns 45 km al nord-oest de Knin.

### Combat de Gospić

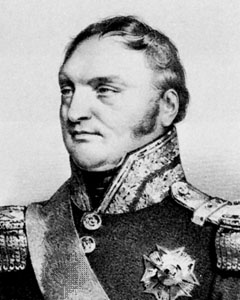
Bertrand Clausel va liderar la Segona Divisió de Marmont.

El 21 de maig Marmont va situar les forces de Rebrovich rere el riu Lika prop de Gospić. Reservant-se una de les seves divisions, va enviar la resta de tropes en un atac a través del riu. Per començar l'acció, les companyies de voltiguer (infanteria lleugera) franceses travessar el riu per un gual sota foc, i van poder repel·lir els constants atacs austríacs. Els francesos van envair reforços a un cap de pont que era comandat per 12 canons austríacs. Per contrarestar la superioritat local enemiga en artilleria, els francesos van formar en una sola línia amb espais de tres passes entre soldats. La línia tenia el suport de deu homes, cadascun liderat per un oficial. A més, mules van transportar obusos en muntanyes per ajudar obrint foc.
Veient que els austríacs lluitaven en tres forces no connectades, Marmont va llançar l'atac principal al centre de Rebrovich. Malgrat que un batalló de la 81ena línia va patir pèrdues a causa dels bombardejos austríacs, els francesos van començar a guanyar. Un atac de la 18ena lleugera va afectar la bateria enemiga, capturant cinc canons. A mesura que el centre austríac retrocedia ràpidament, Marmont també va forçar que els extrems haguessin de retrocedir.
Els francesos van perdre 134 soldats, 600 van restar ferits i 270 capturats dels 11.000 soldats originals. Tant Soye com de Launay foren ferits. Els austríacs van reconèixer pèrdues de 64 persones, 500 ferits, 200 capturats i dos canons. L'historiador Digby Smith va considerar l'acció una victòria austríaca, en contrast amb la visió de James R. Arnold, que la veia com un triomf francès.

## Resultat

Light blue baton with gold eagles

L'historiador Francis Loraine Petre suggereix que només "restes" del comandament de Rebrovich es van unir amb Ignaz Gyulai prop de Zagreb (Agram) a principis de juny de 1809. Robert M. Epstein afirmà que el comandament de Stoichevich quedà molt ferit durant la campanya. Després de prendre Gospić, Marmont va continuar cap al nord fins a arribar a Trieste el 28 de maig i Ljubljana (Laibach) el 3 de juny.
El 26 de juny, els cossos de Marmont van intervenir en la batalla de Graz, unint-se al General de Divisió Jean-Baptiste Broussier per portar els soldats de Gyulai a l'est. Després de seguir els austríacs durant dos dies, va rebre ordres el 29 de juny per tornar a Viena. Malgrat la seva victòria, Napoleó va remarcar a Eugene que "Marmont ha maniobrat força malament; Broussier encara pitjor." Creia que Marmont hauria d'haver arribat a Graz el 23 o el 24 de juny. Marmont, Broussier, Eugene i altres membres de l'exèrcit de l'emperador francès van marxar a Vienna. El 5 i el 6 de juliol de 1809 es produí la batalla de Wagram. Llavors, l'Exèrcit de Damlàcia de Marmont s'havia reanomenat XI Cos.
Després dels fets de Wagram, Napoleó va interrogar Marmont sobre la campanya de Dalmàcia, i va criticar les accions del general durant dues hores. Tanmateix, fou nominat per ser promogut a Mariscal de França; ara bé, Napoleó li envià una carta dient que, "entre nosaltres, no has fet prou encara per justificar completament la meva tria." Tres soldats van esdevenir mariscals després de Wagram, a qui es va compondre la següent estrofa,
MacDonald és la tria de França
Oudinot és la tria de l'exèrcit
Marmont és la tria de l'amistat.